# Times New Viking
Times New Viking est un groupe de noise pop lo-fi américain, originaire de Columbus, dans l'État de l'Ohio. Formé en 2004, il compte cinq albums, et se composait de Jared Phillips, Beth Murphy, et Adam Elliott avant sa séparation en 2012.

## Biographie
Le groupe est formé en 2004 à Columbus, dans l'État de l'Ohio, de l'association de trois étudiants en École d'art : Jared Phillips (chant et guitare), Beth Murphy (chant et claviers), et Adam Elliott (batterie). Times New Viking fait référence à la police d’écriture Times New Roman.
Leur premier album, intitulé Dig Yourself paraît en 2005 sur le label Siltbreeze, suivi de Present the Paisley Reich en 2007, sur ce même label. Des critiques globalement positives et des tournées constantes permettent au groupe de se bâtir une solide réputation, au point d'ouvrir pour Yo La Tengo, Wire, Guided by Voices, The Clean, et d'être à l'affiche de festivals tels que Coachella et South by Southwest. Cette notoriété croissante leur permet de décrocher un contrat chez Matador Records pour publier les albums Rip It Off en 2008, et Born Again Revisited l'année suivante.
En avril 2011, le trio publie son cinquième album, Dancer Equired!, cette fois-ci sur les labels Merge et Wichita,. Pour la première fois dans sa carrière, le groupe a enregistré dans un studio professionnel. L'année suivante, Times New Viking retourne sur son premier label Siltbreeze pour publier l'EP Over & Over en octobre. Jared Phillips s'installe ensuite à Cleveland, Beth Murphy à Memphis, provoquant de facto la mise en sommeil du groupe. Le batteur Adam Elliott poursuit la musique au sein du groupe Connections.
Le trio se réunit en juillet 2016 pour un concert au festival 4th & 4th de Columbus.

## Style musical et influence
La musique de Times New Viking est le plus souvent qualifiée de lo-fi et de noise pop. Enregistrées selon une éthique do it yourself et amateuriste, les chansons du trio font la part belle aux crépitements, au chant étouffé, et à une distorsion très prononcée. Leurs influences vont du punk rock à la twee pop,, leur musique ayant notamment été comparée au Velvet Underground, à The Clean, Pavement, The Moldy Peaches, Swell Maps, The Fall, et Huggy Bear,,.

## Membres
- Jared Phillips – chant, guitare
- Beth Murphy – chant, clavier
- Adam Elliott – batterie

## Discographie

### Albums studio
- 2005 : Dig Yourself (Siltbreeze)
- 2007 : Present the Paisley Reich (Siltbreeze)
- 2008 : Rip It Off (Matador)
- 2009 : Born Again Revisited (Matador)
- 2011 : Dancer Equired! (Merge/Wichita)

### EP
- 2008 : Stay Awake (Matador)
- 2012 : Over and Over (Siltbreeze/Wichita)

### Singles
- 2005 : Busy Making Love and War
- 2005 : We Got Rocket
- 2007 : My Head" (2007)
- 2008 : Call and Respond
- 2009 : No Time, No Hope
- 2011 : No Room to Live